# Eumuelleria cliopis
Eumuelleria cliopis là một loài bướm đêm trong họ Noctuidae.